# Polittore (figlio di Pterelao)
Polittore figlio di Pterelao e Anfimede, che insieme ai fratelli Itaco e Nerito veleggiò da Cefalonia, loro isola nativa, verso Itaca. S'insediarono qui e vi installarono una fonte alla quale gli abitanti attingevano l'acqua. Intorno ad essa s'innalzava un boschetto di pioppi che cingeva la costruzione.